# Pedro Regalado de la Plaza
Pedro Regalado de la Plaza (Mendoza, Virreinato del Río de la Plata, 1776 - Santiago, Chile, 1865) fue un militar argentino de participación destacada en la guerra de independencia de su país y de Chile, como oficial del arma de artillería.

## Biografía
Hijo de don Gaspar de la Plaza y de doña María Micaela de Acosta y Durán. 
Se enroló muy joven en la milicia de su ciudad natal, para después de varios años pasar a la guarnición de Buenos Aires. En 1806 y 1807 luchó contra las invasiones inglesas, destacándose especialmente en la Reconquista de Buenos Aires. En 1810 era mayor del cuerpo de artillería de la Unión.
En 1812 se incorporó al Ejército del Norte, y luchó como jefe de la artillería argentina en la batalla de Tucumán. Al año siguiente también lo fue en las de Salta, Vilcapugio y Ayohuma.
Regresó a principios de 1814 a Buenos Aires, de donde pasó al sitio de Montevideo a órdenes del general Alvear. Entró con este a la ciudad rendida y fue jefe de la artillería de su guarnición. Participó en la guerra civil contra los federales de Artigas, hasta verse obligado a abandonar la Banda Oriental tras la derrota de Guayabos.

## El Ejército de los Andes y Chile
Se unió a fines de 1815 al Ejército de los Andes, con el que cruzó la Cordillera de los Andes. Combatió en Chacabuco, Cancha Rayada y Maipú como jefe de la artillería. En esa campaña también participaron sus hijos José María, que llegaría a general del Perú, e Hilarión, de futura figuración en las guerras civiles argentinas.
Después del final de la guerra de independencia en Chile, quedó en ese país como coronel de artillería. Participó en las guerras civiles que sacudieron a ese país en la década de 1820, pero sin tomar un partido claro. Curiosamente, para 1831, él y sus dos hijos eran coroneles de los ejércitos de tres distintos países sudamericanos.
Murió en Santiago de Chile en 1865.